# Buddy Electric

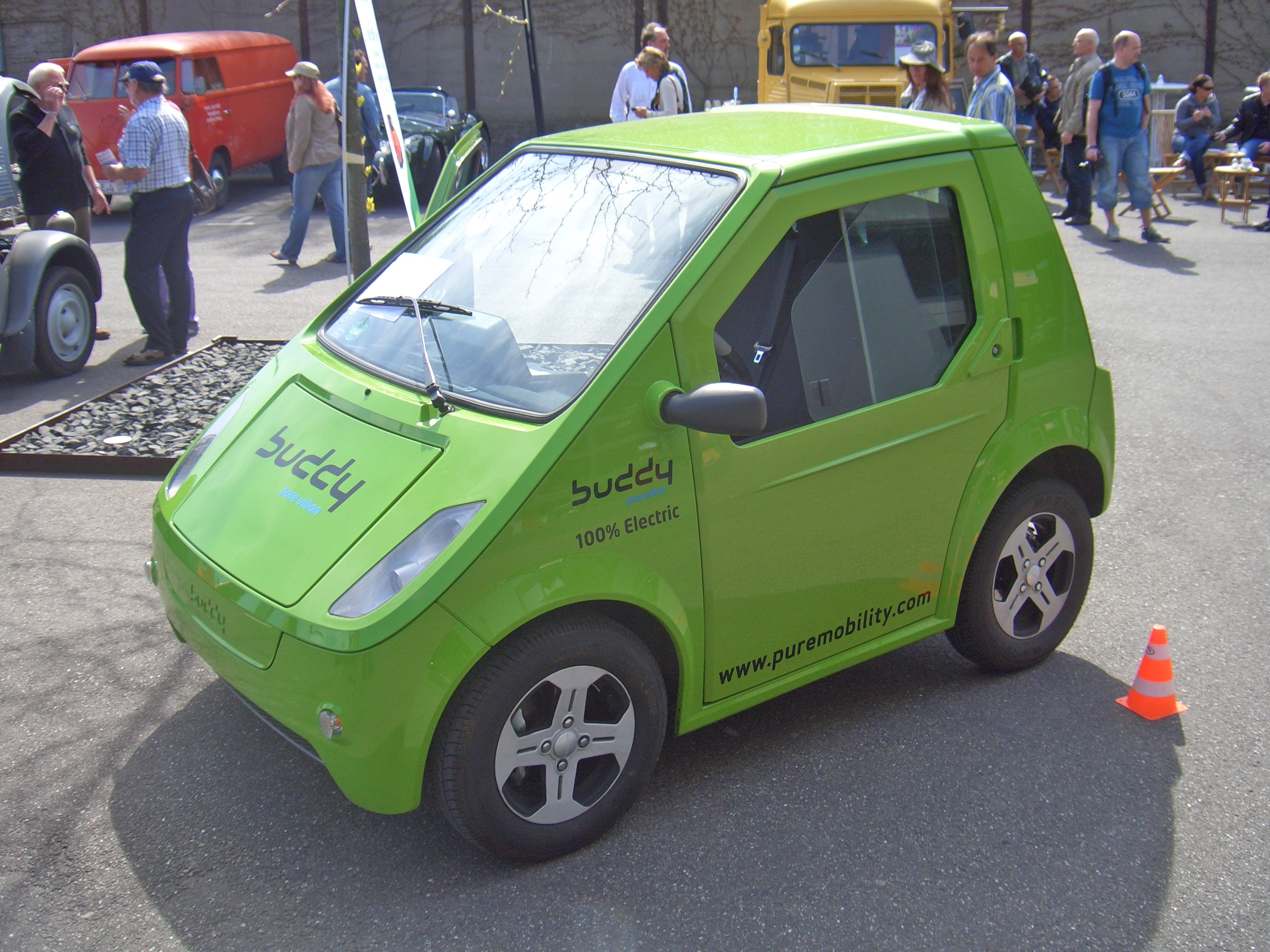
Grüner Buddy

Buddy Electric AS, vorher AS Pure Mobility und Electric Car Norway AS, ist ein norwegischer Hersteller von Automobilen.

## Unternehmensgeschichte
Das Unternehmen Electric Car Norway AS entstand 2005 in Oslo durch die Übernahme von Elbil Norge AS, die den Kewet Buddy unter dem Markennamen Kewet anboten. Die Produktion des Kewet Buddy wurde fortgesetzt. Der Markenname lautete allerdings Buddy. 2010 erfolgte eine Umfirmierung in AS Pure Mobility. Am 28. Oktober 2011 ging das Unternehmen, das zuletzt 46 Mitarbeiter hatte, in Konkurs. Buddy Electric AS übernahm das Unternehmen. Die Produktion des  Buddy wurde fortgesetzt, und der Markenname Buddy beibehalten.

## Fahrzeuge
Das erste Modell war der Kewet Buddy. Dies war ein Kleinstwagen mit Elektromotor. 2010 folgte der ähnliche Metro Buddy, der später nur noch Buddy genannt wurde.